# 尼古拉·罗季奥诺夫
尼古拉·尼古拉耶维奇·罗季奥诺夫（俄语：Никола́й Никола́евич Родио́нов，1915年4月30日—1999年1月28日），苏联政治人物，驻外大使。曾任联共（布）列宁格勒市委第二、第一书记，哈萨克共产党中央第二书记，苏共车里雅宾斯克州委第一书记，苏联外交部副部长，驻南斯拉夫特命全权大使等职务。

## 生平
- 1915年4月17日（格里历：4月30日）出生于图拉省切尔尼的一个雇员家庭。
- 1931年-1941年，莫斯科州波多利斯克机械厂的工人、工长、高级技师。1941年毕业于莫斯科钢铁学院。
- 1941年-1946年，车里雅宾斯克州马格尼托哥尔斯克钢铁厂工程师，热力部门负责人。1944年加入联共（布）。
- 1946年-1948年，列宁格勒马格尼托哥尔斯克钢铁厂高级研究员、实验室主任。
- 1948年-1949年，联共（布）列宁格勒中央研究所党委书记。
- 1949年-1954年，联共（布）列宁格勒市斯莫尔尼区委员第一书记。
- 1954年-1956年，苏共列宁格勒市委第二书记。
- 1956年-1957年12月，苏共列宁格勒州委第二书记。
- 1957年12月-1960年1月，苏共列宁格勒市委第一书记。
- 1960年1月-1962年12月，哈共中央第二书记。
- 1962年12月-1965年10月，列宁格勒（西北）经济区国民经济委员会副主席。
- 1965年10月-1970年7月，苏共车里雅宾斯克州委第一书记。
- 1970年7月-1978年5月，苏联外交部副部长。
- 1978年5月-1986年5月，驻南斯拉夫特命全权大使。
- 1986年5月起退休，享受个人养老金待遇。
- 1999年1月28日于莫斯科逝世，享年83岁。葬于特罗耶库罗夫公墓。

罗季奥诺夫是苏共19-27大代表，第23-26届中央委员；第5-9届苏联最高苏维埃联盟院代表，第4届俄罗斯苏维埃联邦社会主义共和国最高苏维埃代表，第5届哈萨克苏维埃社会主义共和国最高苏维埃代表。

## 荣誉
- 三次列宁勋章
- 十月革命勋章
- 两次红星勋章
- 劳动红旗勋章
- 各民族人民友谊勋章